# Mâle
Pour les articles homonymes, voir Mâle (homonymie).

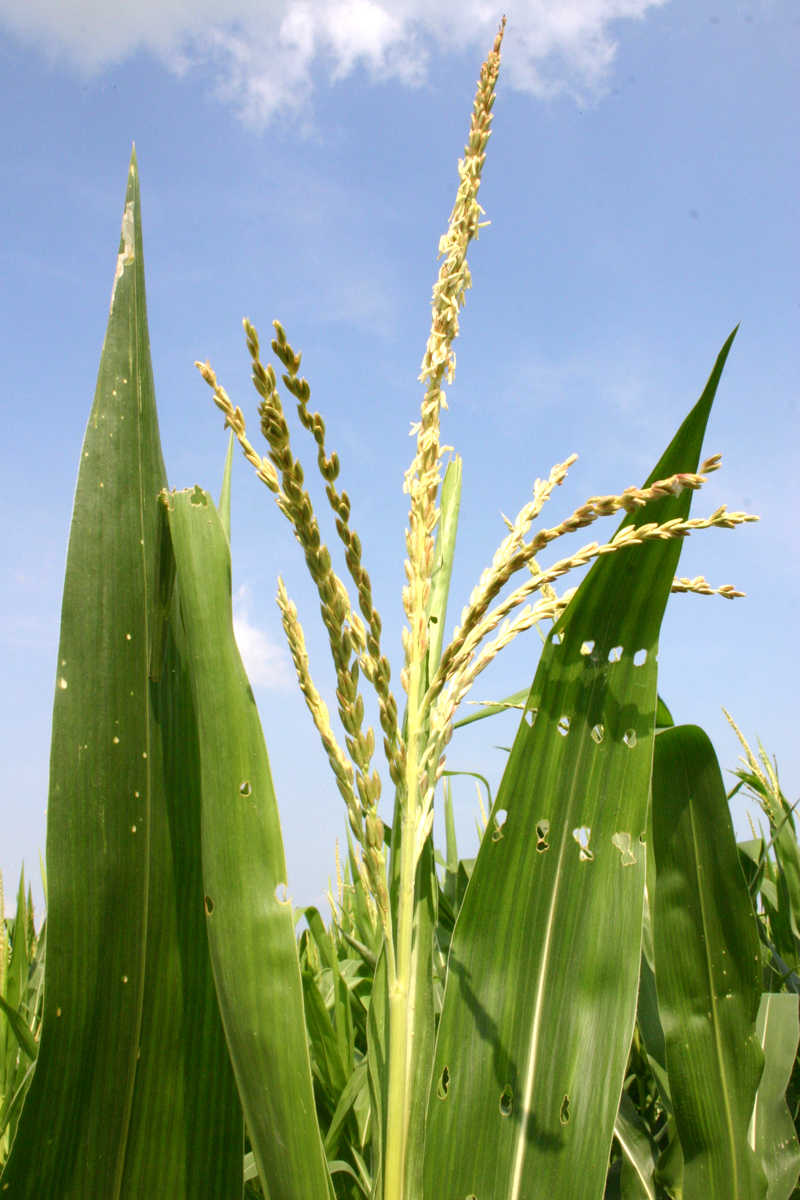
ILa panicule est l'inflorescence mâle du plant de maïs.

Le mâle (du latin masculus : « mâle, masculin, viril ») est, en biologie, l'organe voire l'individu produisant des gamètes motiles dans le cadre de la reproduction sexuée anisogame. L'organe ou organisme produisant la contrepartie complémentaire, sous forme de gamètes non motiles mais très riches en réserves nutritives, est appelé femelle.

## Mécanismes
Contrairement à ce qui est vrai pour la reproduction isogame, il existe deux types de gamètes dans la reproduction anisogame :
- un gamète doué d'une certaine motilité (ex : pollen, anthérozoïde) ;
- un gamète plutôt végétatif ayant souvent de grandes réserves nutritives (ex : oospore).

L'organe ou individu produisant la contrepartie végétative de la reproduction sexuée est désigné comme femelle. L'organe ou individu produisant la contrepartie motile de la reproduction sexuée est désigné comme mâle.

## Reproduction anisogame
Le gamète mâle doit se déplacer jusqu'au gamète femelle pour que s'effectue la fécondation. Diverses stratégies se sont fait jour au cours de l'évolution, comprenant aussi bien l'hermaphrodisme simultané ou dioïque, l'hermaphrodisme successif ou encore la sexuation individuelle.

## Zoologie
Le spermatozoïde, produit par un testicule de l'individu mâle, va féconder l'ovule produit par l'individu femelle qui se transformera en embryon qui donnera ensuite naissance à un jeune directement (en passant parfois par un stade larvaire) chez les espèces vivipares ou par l'intermédiaire d'un œuf pondu chez les espèces ovipares. Chez certaines espèces, notamment les poissons, la fécondation se fait dans le milieu, les œufs fécondés n'étant pas portés par la femelle.

### Exemples de sexuation individuelle chez l'animal
Chez les humains, comme chez la plupart des mammifères (plus précisément l'ensemble des thériens) et certains insectes (diptères), le mâle est caractérisé par le couple de chromosomes sexuels XY (hétérogamétique).
Chez les oiseaux, certains insectes (papillons) et poissons, et chez les mammifères non thériens, soit ornithorynques et échidnés, dont la femelle est pondeuse, le mâle est caractérisé par le couple de chromosomes sexuels ZZ, donc, à l'inverse, homogamétique.
Chez d'autres insectes (sauterelles, criquets, blattes, entre autres), le mâle est souvent caractérisé par le non-appariement du chromosome sexuel X.
Enfin, chez d'autres animaux (hyménoptères, coléoptères, acariens, rotifères...), le mâle est caractérisé par le fait qu'il est haploïde au lieu d'être diploïde.

## Botanique
Chez les plantes, le gamétophyte est l'individu ou l'organe permettant la production et la rencontre des gamètes mâle et femelle. Le gamétophyte étant lui-même issu d'une spore produite par méiose, il s'agit donc d'un organisme haploïde. Après fécondation se forme un embryon puis un sporophyte, organisme de fait diploïde. Selon les clades et les espèces, la partie sporophyte ou la partie gamétophyte domine par sa longueur dans le cycle reproducteur.
Selon les espèces, les individus sont monoïques (un individu présente simultanément les organes mâle et femelle) ou dioïques (les organes mâle et femelle sont répartis soit entre individus, soit à différents moments du cycle).

## Linguistique
Chez les espèces animales les plus familières, le mâle et la femelle sont souvent désignés par des noms distincts : on a ainsi, le taureau et la vache, le verrat et la truie, le bélier et la brebis, le coq et la poule, etc. Chez les espèces moins familières on utilise les adjectifs « mâle » et « femelle » pour distinguer les deux sexes ; exemple : une taupe (mâle ou femelle), un hérisson (mâle ou femelle), le nom de l'espèce pouvant d'ailleurs être du genre masculin ou féminin.
« Mâle » en tant qu'adjectif caractérise les organes et les fonctions liés à la reproduction et au sexe mâle. Il est utilisé tant en zoologie qu'en botanique.

## Exemples et anecdotes
Les individus portant les œufs durant le développement embryonnaire chez l'hippocampe sont les mâles, non pas à cause d'un appareil génital externe, mais parce que leurs gamètes sont doués de motilité.
Les organes mâles des animaux ou des végétaux sont les organes aptes à féconder ou à préparer la fécondation des femelles.
Chez les animaux, le mâle à maturité sexuelle est parfois de taille et de couleur et corpulence différente de la femelle, on parle alors de dimorphisme sexuel.

## Représentation
Le symbole conventionnel du sexe mâle est le plus souvent celui associé au dieu et à la planète Mars : ♂.